# Leichtathletik-Südamerikameisterschaften 1937
Die X. Leichtathletik-Südamerikameisterschaften fanden vom 27. bis zum 30. Mai 1937 in São Paulo statt. Bei dieser ersten Austragung in Brasilien gewann auch erstmals das brasilianische Team die Mannschaftswertung. Hinter den Brasilianern mit 152 Punkten platzierten sich die argentinischen Athleten mit 104 Punkten vor den Peruanern mit 27 Punkten und Uruguay mit 14 Punkten, die chilenischen Titelverteidiger waren nicht am Start. Erfolgreichster Athlet war der Brasilianer João Rehder Netto mit zwei Titeln und einem zweiten Platz.

## Männerwettbewerbe

### 100-Meter-Lauf Männer
| Platz | Athlet          | Land | Zeit   |
| 1     | José de Assis   | BRA  | 10,6 s |
| 2     | José Ferraz     | BRA  | 10,8 s |
| 3     | Roberto Cavanna | ARG  |        |

Finale: 29. Mai

### 200-Meter-Lauf Männer
| Platz | Athlet                 | Land | Zeit   |
| 1     | Carlos Hofmeister      | ARG  | 21,6 s |
| 2     | Aloisio Queiroz Telles | BRA  | 21,7 s |
| 3     | Roberto Cavanna        | ARG  |        |

Finale: 30. Mai

### 400-Meter-Lauf Männer
| Platz | Athlet           | Land | Zeit   |
| 1     | Antonio Damaso   | BRA  | 50,0 s |
| 2     | Roberto González | ARG  | 50,1 s |
| 3     | Ciro de Andrade  | BRA  | 50,1 s |

Finale: 29. Mai

### 800-Meter-Lauf Männer
| Platz | Athlet            | Land | Zeit       |
| 1     | Inocencio di Pino | ARG  | 1:56,2 min |
| 2     | Roberto Gregg     | ARG  | 1:56,4 min |
| 3     | Floriano de Souza | BRA  |            |

Finale: 30. Mai

### 1500-Meter-Lauf Männer
| Platz | Athlet            | Land | Zeit       |
| 1     | Néstor Gomes      | BRA  | 4:04,4 min |
| 2     | Floriano de Souza | BRA  | 4:08,6 min |
| 3     | Luis Elorga       | ARG  | 4:10,6 min |

Finale: 27. Mai

### 5000-Meter-Lauf Männer
| Platz | Athlet            | Land | Zeit        |
| 1     | Roger Ceballos    | ARG  | 15:41,8 min |
| 2     | Ubaldo Ibarra     | ARG  | 15:52,8 min |
| 3     | Mario de Oliveira | BRA  | 16:23,4 min |

Finale: 27. Mai

### 10.000-Meter-Lauf Männer
| Platz | Athlet            | Land | Zeit        |
| 1     | Mario de Oliveira | BRA  | 33:02,6 min |
| 2     | Ubaldo Ibarra     | ARG  | 33:56,8 min |
| 3     | José dos Santos   | BRA  |             |

Finale: 29. Mai

### Straßenlauf Männer
| Platz | Athlet           | Land | Zeit |
| 1     | Saturnino Cuello | ARG  |      |
| 2     | José Farías      | PER  |      |
| 3     | Genesio da Silva | BRA  |      |

Finale: 30. Mai, Streckenlänge 32 km

### Crosslauf Männer
| Platz | Athlet          | Land | Zeit |
| 1     | Raul Ibarra     | ARG  |      |
| 2     | José Farías     | PER  |      |
| 3     | Eugenio Andrade | BRA  |      |

Finale: 28. Mai

### 110-Meter-Hürdenlauf Männer
| Platz | Athlet          | Land | Zeit   |
| 1     | Juan Lavenás    | ARG  | 15,2 s |
| 2     | Darcy Guimarães | BRA  | 15,3 s |
| 3     | Alfredo Mendes  | BRA  |        |

Finale: 29. Mai

### 400-Meter-Hürdenlauf Männer
| Platz | Athlet           | Land | Zeit   |
| 1     | Roberto González | ARG  | 55,2 s |
| 2     | Darcy Guimarães  | BRA  | 56,1 s |
| 3     | Guillermo Sayán  | PER  |        |

Finale: 30. Mai

### 4-mal-100-Meter-Staffel Männer
| Platz | Athleten                                                               | Land | Zeit   |
| 1     | Guillermo Martínez Bo Clifford Beswick Roberto Cavanna Juan Lavenás    | ARG  | 42,5 s |
| 2     | José de Almeida José Ferraz Aloisio Queiroz Telles Guilherme Puschnick | BRA  | 42,6 s |
| 3     | Camiño Castro Mellet de la Guerra                                      | PER  |        |

Finale: 30. Mai

### 4-mal-400-Meter-Staffel Männer
| Platz | Athleten                                                        | Land | Zeit       |
| 1     | Ciro de Andrade Fernandes Aloisio Queiroz Telles Antonio Damaso | BRA  | 3:20,6 min |
| 2     | Butori Carlos Hofmeister Roberto González Martínez              | ARG  | 3:20,8 min |
| 3     | Carlos Baroffio Carlos Jauregui Sgarbi Ruben Bonifacino         | URU  |            |

Finale: 29. Mai

### 3000-Meter-Mannschaftslauf Männer
| Platz | Athlet                                     | Land | Zeit |
| 1     | Néstor Gomes Henrique García Fritz Bormann | BRA  |      |
| 2     | Ubaldo Ibarra Emilio Laino NN              | ARG  |      |
| 3     | Carmelo di Gaeta Felix Caceres NN          | URU  |      |

Finale: 28. Mai

Schnellster Läufer: Ubaldo Ibarra in 8:53,6 Minuten

### Hochsprung Männer
| Platz | Athlet         | Land | Höhe   |
| 1     | Julio Mera     | PER  | 1,85 m |
| 2     | José Castro    | PER  | 1,85 m |
| 3     | Alfredo Mendes | BRA  | 1,85 m |

Finale: 27. Mai

### Stabhochsprung Männer
| Platz | Athlet          | Land | Höhe   |
| 1     | Walter Rehder   | BRA  | 3,90 m |
| 2     | Lúcio de Castro | BRA  | 3,90 m |
| 3     | Luís Taliberti  | BRA  | 3,80 m |

Finale: 27. Mai

### Weitsprung Männer
| Platz | Athlet             | Land | Weite   |
| 1     | Márcio de Oliveira | BRA  | 7,37 m  |
| 2     | João Rehder Netto  | BRA  | 7,305 m |
| 3     | Gualberto Castilla | URU  | 6,94 m  |

Finale: 29. Mai

### Dreisprung Männer
| Platz | Athlet            | Land | Weite   |
| 1     | João Rehder Netto | BRA  | 14,59 m |
| 2     | Néstor Tenorio    | ARG  | 14,56 m |
| 3     | Carlos Pinto      | BRA  | 14,28 m |

Finale: 28. Mai

### Kugelstoßen Männer
| Platz | Athlet             | Land | Weite   |
| 1     | Carmine di Giorgio | BRA  | 14,14 m |
| 2     | Héctor Berra       | ARG  | 14,04 m |
| 3     | Rodolfo Butori     | ARG  | 13,78 m |

Finale: 29. Mai

### Diskuswurf Männer
| Platz | Athlet            | Land | Weite   |
| 1     | Antonio Giusfredi | BRA  | 44,32 m |
| 2     | Bento Barros      | BRA  | 42,10 m |
| 3     | Argos Fiaccadori  | ARG  | 41,25 m |

Finale: 27. Mai

### Hammerwurf Männer
| Platz | Athlet          | Land | Weite   |
| 1     | Assis Naban     | BRA  | 51,39 m |
| 2     | Federico Kleger | ARG  | 48,85 m |
| 3     | Juan Fusé       | ARG  | 48,38 m |

Finale: 28. Mai

### Speerwurf Männer
| Platz | Athlet        | Land | Weite   |
| 1     | Luiz Pagliari | BRA  | 55,47 m |
| 2     | João Vizzone  | BRA  | 53,62 m |
| 3     | Juan Urban    | ARG  | 52,40 m |

Finale: 30. Mai

### Zehnkampf Männer
| Platz | Athlet              | Land | Punkte |
| 1     | João Rehder Netto   | BRA  | 6260   |
| 2     | Pedro Furné         | ARG  | 6139   |
| 3     | José de Souza Filho | BRA  | 6015   |

29. und 30. Mai

## Frauenwettbewerbe
Frauenwettbewerbe wurden bei der Südamerikameisterschaft erst ab 1939 ausgetragen.

## Medaillenspiegel
| Medaillenspiegel Endstand nach 23 Entscheidungen | Medaillenspiegel Endstand nach 23 Entscheidungen | Medaillenspiegel Endstand nach 23 Entscheidungen | Medaillenspiegel Endstand nach 23 Entscheidungen | Medaillenspiegel Endstand nach 23 Entscheidungen | Medaillenspiegel Endstand nach 23 Entscheidungen |
| Platz                                            | Land                                             | Gold                                             | Silber                                           | Bronze                                           | Gesamt                                           |
| ------------------------------------------------ | ------------------------------------------------ | ------------------------------------------------ | ------------------------------------------------ | ------------------------------------------------ | ------------------------------------------------ |
| 1                                                | Brasilien                                        | 14                                               | 10                                               | 11                                               | 35                                               |
| 2                                                | Argentinien                                      | 8                                                | 10                                               | 7                                                | 25                                               |
| 3                                                | Peru                                             | 1                                                | 3                                                | 2                                                | 6                                                |
| 4                                                | Uruguay                                          | –                                                | –                                                | 3                                                | 3                                                |